# Julija Merkulova
Julija Viktorovna Merkulova (in russo Юлия Викторовна Меркулова?; Lipeck, 17 febbraio 1984) è una pallavolista russa.
Gioca nel ruolo di centrale nel Volejbol'nyj klub Zareč'e Odincovo.

## Carriera
Julija Merkulova inizia la sua carriera nel 1999, tra le file delle giovanili del Volejbol'nyj klub Lipeck-Indezit, squadra della sua città natale. Dopo un solo anno, viene ingaggiata nel 2000 dal Volejbol'nyj klub Zareč'e Odincovo, dove resta per nove stagioni. Negli anni trascorsi allo Zareč'e Odincovo vince un campionato e si aggiudica per sette volte la Coppa di Russia, oltre a disputare la finale di Coppa CEV 2006-07 e di Champions League 2007-08. Nel 2005 riceve le prime convocazioni in nazionale, con cui ha vinto la medaglia di bronzo al campionato europeo. Un anno dopo  vince la medaglia d'argento al World Grand Prix, ma soprattutto vince il campionato mondiale 2006, in finale contro il Brasile. Nel 2007 vince per la seconda volta la medaglia di bronzo al campionato europeo.
Nella stagione 2009-10 viene ingaggiata dalla Ženskij volejbol'nyj klub Dinamo Krasnodar; nel 2010 vince con la nazionale il secondo campionato mondiale consecutivo. Gioca i campionati 2010-11 e 2011-12 con la Ženskij volejbol'nyj klub Dinamo Moskva, con la quale vince la coppa di Russia 2011. Nella stagione 2012-13 torna a gioca nella Ženskij volejbol'nyj klub Dinamo Krasnodar, aggiudicandosi la Challenge Cup; la stagione successiva invece ritorna a giocare nel Volejbol'nyj klub Zareč'e Odincovo, con cui vince nuovamente la Challenge Cup.

## Palmarès

### Club
- Campionato russo: 1

2007-08
- Coppa di Russia: 8

2001, 2002, 2003, 2004, 2005, 2006, 2007, 2011
- Challenge Cup: 2

2012-13, 2013-14